# Серебряников, Нестор Иванович
Нестор Иванович Серебряников (1929—2007) — советский и российский промышленный деятель, кандидат технических наук, двукратный лауреат Государственной премии СССР. 

## Биография
Родился 21 февраля 1929 года в городе Сухуми Абхазской ССР.
Член КПСС с 1945 года.
В 1953 году окончил теплоэнергетический факультет Московского энергетического института.
В 1953-1954 годах – инженер, старший инженер, в 1954-1964 годах – заместитель начальника турбинного цеха, в 1964-1966 годах – заместитель главного инженера Щекинской ГРЭС (Тульская область) "Мосэнерго".
В 1966-1970 годах – заместитель главного инженера ГРЭС-4 "Мосэнерго". В 1970-1983 годах – главный инженер "Мосэнерго". 
В 1974 году был председателем пусковой комиссии по вводу Рязанской ГРЭС. 
В 1983–1988 годах – управляющий РЭУ «Мосэнерго». В 1988–2000 годах - генеральный директор "Мосэнерго". В 2000–2007 годах – советник генерального директора ОАО «Мосэнерго», член правления компании.
Автор нескольких авторских свидетельств за изобретения в области энергетики.
Умер 22 февраля 2007 года в Москве.

### Семья
Жена – Анастасия Кузьминична, инженер-химик, проработала в системе Мосэнерго 30 лет. Двое сыновей – Валерий и Олег, оба окончили МЭИ. 

## Награды
- Лауреат Государственной премии СССР (1979) — за освоение теплофикационной турбины типа Т-250/300-240
- Лауреат Государственной премии СССР (1987) — за разработку методов предотвращения выбросов в атмосферу токсичных газов
- Почетный гражданин Шатурского района (1999)
- Заслуженный энергетик РСФСР
- Почётная грамота Правительства Российской Федерации (16 февраля 1999) — за большой личный вклад в развитие энергосистемы г. Москвы и в связи с 70-летием со дня рождения